# Ärypbaj Ałybajew
Ärypbaj Ałybajew (kaz. Әріпбай Алыбаев, ros. Арипбай Алыбаев, ur. 12 stycznia 1926 w guberni dżetysujskiej) – działacz państwowy i partyjny Kazachskiej SRR.

## Życiorys
Od 1942 pracował jako buchalter i zootechnik kołchozu, 1949 został członkiem WKP(b), 1950 ukończył Ałmacki Instytut Weterynaryjny. Od 1950 był zootechnikiem rejonowego oddziału rolniczego, potem do 1953 głównym zootechnikiem sowchozu, od 1953 zastępcą przewodniczącego komitetu wykonawczego rady rejonowej i sekretarzem rejonowego komitetu KPK w obwodzie ałmackim. Uzyskał tytuł kandydata nauk rolniczych, 1961–1962 był sekretarzem Ałmackiego Komitetu Obwodowego KPK, od 1962 do stycznia 1963 II sekretarzem Wschodniokazachstańskiego Komitetu Obwodowego KPK, a od 17 stycznia 1963 do 28 grudnia 1964 II sekretarzem Wschodniokazachstańskiego Wiejskiego Komitetu Obwodowego KPK. Od grudnia 1964 do 1967 był II sekretarzem Komitetu Obwodowego KPK w Pawłodarze, 1967–1972 przewodniczącym Komitetu Wykonawczego Pawłodarskiej Rady Obwodowej, a 1972–1978 I sekretarzem Komitetu Obwodowego KPK w Tałdykorganie. W latach 1978–1984 był ministrem przemysłu mięsnego i mleczarskiego Kazachskiej SRR, a 1986–1987 dyrektorem Kazachskiego Naukowo-Badawczego Instytutu Gospodarki Ługo-Pastwiskowej, następnie przeszedł na emeryturę.

## Odznaczenia
- Order Lenina
- Order Czerwonego Sztandaru Pracy
- Order Przyjaźni Narodów
- Order „Znak Honoru”